# 优秀共产党员
优秀共产党员是中国共产党各级党组织（中央、省、市、县及各行业、各机关党组织）授予党员的荣誉称号。优秀共产党员标准和条件因工作不同而异，但大体上有三个方面：思想政治坚定，与中央保持一致；工作作风过硬，有较高威信；工作能力出色，有突出成绩。全国优秀共产党员由中共中央组织部授予。
在应对自然灾害、处理突发事件、完成重大任务、保护人民群众生命财产安全中表现突出，牺牲自己的党员可以被追授为优秀共产党员。
为与时俱进，近年来中共中央在网络上发起全国优秀共产党员网上投票推荐活动。

## 相关荣誉
- 优秀党务工作者
- 先进基层党组织

## 用于死后评价
- 中国共产党的优秀党员